# Luke Appling
Lucius Benjamin „Luke“ Appling (* 2. April 1907 in High Point, North Carolina; † 3. Januar 1991 in Cumming, Georgia) war ein US-amerikanischer Baseballspieler und -manager in der Major League Baseball (MLB). Seine Spitznamen waren Old Aches and Pains und Luscious Luke.

## Biografie
Luke Appling gab sein Debüt in der American League bei den Chicago White Sox am 10. September 1930. Der Shortstop spielte zuvor bei den Atlanta Crackers im Minor League Baseball und wurde von dort im Sommer 1930 fast an die Chicago Cubs verkauft, endete aber dann doch bei den White Sox, bei denen er seine ganze Karriere verbringen sollte.
Sein bestes Karrierejahr hatte Appling 1936. Mit einem Schlagdurchschnitt von 38,8 % war er der beste Schlagmann der American League. 124 RBI, 203 Basehits und 111 Runs standen in diesem Jahr ebenfalls auf seinem Konto. Mit je einem Basehit in 27 aufeinanderfolgenden Spielen stellte er einen noch heute für die White Sox gültigen Rekord auf. Seinen zweiten Titel als Schlagmann gewann er 1943 mit einem Schlagdurchschnitt von 32,8 %. Siebenmal nahm er am MLB All-Star Game teil. Trotz seiner 20 Spielzeiten konnte er mit den White Sox keinen Titel gewinnen. Er stellte viele Rekorde in der Verteidigung für Shortstops auf, die alle später von Luis Aparicio gebrochen wurden. Sein letztes Spiel bestritt er am 1. Oktober 1950.
Seinen Spitznamen Old Aches and Pains bekam er von seinen Mitspielern, da er diese jeden Tag mit Mitteilungen über kleine Wehleidigkeiten nervte. Eine schwere Verletzung zog er sich nur 1938 mit einem Beinbruch zu.
Nach seiner Spielerkarriere arbeitete Appling die meiste Zeit in den Minor Leagues als Manager. 1952 wurde er sogar zum Manager des Jahres im Minor League Baseball gewählt. In der Major League war ihm ein Managerauftritt nur 1967 gegönnt, als er Alvin Dark bei den Kansas City Athletics ablöste und das Team in den letzten 60 Saisonspielen betreute.
1964 wurde Luke Appling in die Baseball Hall of Fame gewählt. 1991 verstarb er im Alter von 83 Jahren.